# Família Veritas
A família Veritas é uma pequena família de asteroides localizados no cinturão principal. A família recebeu o nome do primeiro asteroide que foi classificado neste grupo - 490 Veritas. Os asteroides 490 Veritas e 92 Undina são os maiores membros de uma grande família de asteroides, que, além disso, inclui cerca de mais outros 300 asteroides.

## Principais membros
| Nome              | Diâmetro  | Semieixo maior | Inclinação orbital | Excentricidade orbital | Ano da descoberta |
| ----------------- | --------- | -------------- | ------------------ | ---------------------- | ----------------- |
| 92 Undina         | 126,42 km | 3,187 UA       | 9,923 °            | 0,102                  | 1867              |
| 490 Veritas       | 115,55 km | 3,169 UA       | 9,265 °            | 0,099                  | 1902              |
| 844 Leontina      | ?         | 3,206 UA       | 8,791 °            | 0,071                  | 1916              |
| 1086 Nata         | 66,27 km  | 3,056 UA       | 8,360 °            | 0,056                  | 1927              |
| 2428 Kamenyar     | 28,54 km  | 3,164 UA       | 9,314 °            | 0,096                  | 1977              |
| 2934 Aristophanes | 27,72 km  | 3,168 UA       | 8,796 °            | 0,050                  | 1960              |
| 5592 Oshima       | 25,43 km  | 3,179 UA       | 8,489 °            | 0,063                  | 1990              |
| 7231 Porco        | ?         | 3,168 UA       | 9,427 °            | 0,074                  | 1985              |